# آرامگاه خواجوی کرمانی
آرامگاه خواجوی کرمانی در شمال شیراز، در دامنه کوه صبوی و در ابتدای جاده شیراز - اصفهان، در تنگ الله اکبر قرار گرفته است. قبر وی مشرف بر دروازه قرآن می‌باشد. آب چشمه رکناباد نیز از کنار مقبره خواجو می‌گذرد. این آرامگاه در سال ۱۳۱۵ شمسی با اعتبارات اداره فرهنگ فارس ساخته شد. بنای آرامگاه خواجوی کرمانی به شماره ۹۱۶ در فهرست آثار تاریخی به ثبت رسید.

## توصیف

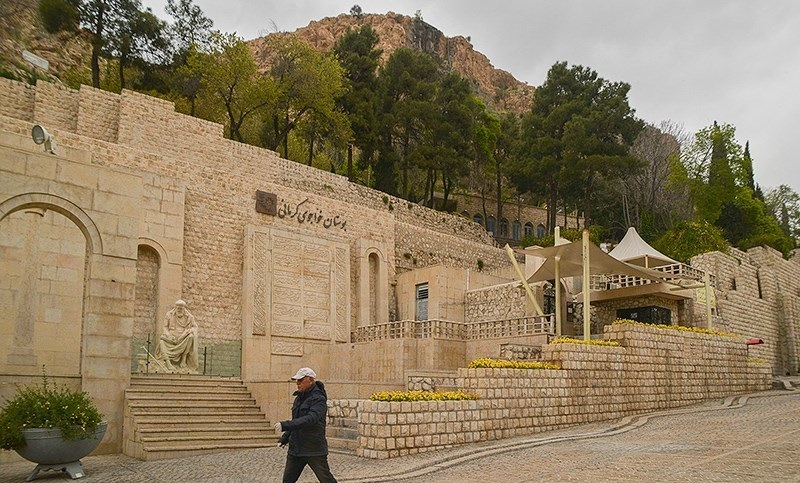
بوستان و آرامگاه خواجو

محل آرامگاه در محوطه‌ای بدون سقف قرار دارد. در وسط صفه آن سنگ قبری است که بالای آن محدب و دارای برآمدگی است. روی این سنگ کتیبه‌ای که بیانگر قبر خواجو باشد وجود ندارد. فقط بالای سنگ عبارت: کل من علیها فان و یبقی وجه ربک ذوالجلال و الاکرام به خط ثلث نوشته شده است. در بالا و پایین قبر نیز دو ستون سنگی کوتاه قرار دارد که طبق رسم آن زمان در بالا و پایین قبور عرفا و شعرا وجود داشته است. در سال ۱۳۳۷ شمسی اداره باستان‌شناسی فارس اقدام به ساخت یک اتاق در قسمت شمالی محوطه آرامگاه کرد. در پیشانی این اتاق دو غزل از غزلیات خواجو به خط نستعلیق بر روی کاشی‌های آنجا نوشته شده است که با این مطلع‌ها آغاز می‌شود:
| دوش می‌کردم سؤال از جان که آن جانانه کو؟ |  | گفت: بگذر زان بت پیمان‌شکن پیمانه کو؟ |
| صبحدم دل را مقیم خلوت جان یافتم         |  | از نسیم صبح بوی زلف جانان یافتم      |

که هم اینک این اتاق تبدیل به فرهنگسرای خواجو گردیده است.
کمی بالاتر از مقبره خواجو ۳ غار به چشم می‌خورد. یکی از آنها غاری است که محل عبادت و ریاضت زهاد و مشایخ بوده و خواجو نیز مدتی در آن جا به عبادت مشغول بوده است.
غار دیگر که در دهانه آن طاقی ضربی از نوع طاق کجاوه‌ای از سنگ و آجر زده شده محل قبر خواجه عمادالدین محمود، وزیر معروف شاه شیخ ابواسحاق اینجو است.
در کنار این غار نقش برجسته‌ای از جنگ رستم و شیر دیده می‌شود که به دستور حسینعلی میرزا فرمانفرمای فارس در سال ۱۲۱۸ ه‍.ق ساخته شده است. در کنار آن نیز نقش برجسته ناتمامی از فتحعلی شاه قاجار و دو تن از پسرانش به چشم می‌خورد. در دو طرف این نقش برجسته دو نیم ستون به سبک ستون‌های دوره زندیه در درون کوه کار شده است.در سال ۱۳۷۰ به همت دانشکده ادبیات دانشگاه کرمان، کنگره بزرگداشت خواجو در کرمان برگزار شد و مراسم اختتامیه این کنگره در شیراز انجام شد. با همین انگیزه به همت شهرداری شیراز و استانداری فارس، آرامگاه خواجو مرمت و بازسازی شده که شامل بازسازی کف و بدنه و ایجاد یک سری دیواره‌های عمودی با مصالح سنگ است. هم چنین مجسمه‌ای از سر و صورت خواجه از سنگ تراشیده شده، در این مکان قرار گرفته است.